# Plasència
|  | Per a altres significats, vegeu «Plasencia». |

Plasència (en castellà, Plasencia) és una ciutat espanyola de la província de Càceres, al nord de la comunitat autònoma d'Extremadura. Físicament, el municipi és a la porta d'entrada a la Vall del Jerte, tot i que oficialment no hi pertany.
El terme municipal de Plasència té una extensió de 218 km², on s'ubiquen tant la ciutat de Plasència com les entitats locals menors de San Gil i Pradochano. Segons les dades oficials de l'INE de 2013, el municipi té 41.047 habitants, de manera que és el segon més poblat de la província i el quart de la regió.
En ser la ciutat més poblada del nord d'Extremadura, acull diversos serveis de l'Estat i del Govern regional tant per a la població que alberga com per al gran nombre de municipis veïns.
El gentilici és plasentí, plasentina.

## Símbols
L'escut heràldic de Plasència és un dels escuts més antics de la província, ja que Alfons VIII de Castella hi va imprimir a final de segle xii el lema Ut Placeat Deo et hominibus.

## Geografia física
Plasència és 83 km al nord de Càceres, 150 km al nord de Mèrida i 70 km a l'est de la frontera amb Portugal. Dins de la comunitat autònoma d'Extremadura està situada al nord, a la capçalera de la Vall del Jerte.

### Geologia
La població s'enquadra al massís Hespèric, a la part sud de la zona centreibèrica. Estratigràficament, predominen els sediments precambrians, constituïts per grauvaques i per pissarra, a més de granit de la zona Béjar-Plasencia.
També es troben sediments del Terciari i Quaternari, principalment lligats al sistema fluvial. Els dipòsits terciaris es troben a la conca de Còria i a la falla de Plasència. Els sediments quaternaris són més notoris a les diverses plataformes al·luvials relacionades amb el riu Jerte.  Els materials més comuns són còdols de quars, esquists i granits en matriu areno-argilosa. Les roques granítiques de l'àrea de Béjar-Plasència ocupen la part nord del terme.

### Hidrografia
Pràcticament tot el terme municipal es troba a les conques hidrogràfiques del riu Alagón i el seu afluent el Jerte, que desguassa al Tajo. La desembocadura del riu Jerte a l'Alagón es localitza riu avall de Plasència, al poble de Galisteo. Quatre quilòmetres riu amunt de la ciutat es troba l'embassament de Plasencia, construït el 1985, amb capacitat de 59 hm³, el qual regula el cabal que passa per la ciutat, evitant les inundacions d'antany. L'embassament té com a finalitat el proveïment d'aigua potable a la població.

### Climatologia
Segons el sistema de classificació climàtica de Papadakis, la major part del terme municipal de Plasència s'inclou dins dels climes mediterrani subtropical i mediterrani continental temperat. A les serres que voregen Plasència el clima correspon amb les classificacions de mediterrani temperat i mediterrani fresc. Els estius són molt càlids i els hiverns suaus. En els mesos més freds de l'any poques vegades la temperatura baixa dels 0 °C i en els mesos més calorosos en comptades ocasions se superen els 40 °C. Registra per tant unes temperatures menys caloroses que la resta de ciutats de la regió.
El clima en aquesta zona està influenciat pel microclima de la Vall del Jerte, encara que en aquesta població es donen condicions de temperatura i precipitacions més similars a la resta d'Extremadura que a les que trobem a la vall del Jerte, i la propera serra de Gredos, que d'una banda suavitzen les temperatures i eviten els valors extrems que es donen en altres punts de la península i de l'altra, donada l'orografia longitudinal de la serra de Gredos, fan que es produeixin més precipitacions que a la resta de l'altiplà central. Les pluges són abundants i se situen en una forquilla que oscil·la entre els 800 i els 1000 mm anuals, sent escasses durant l'època estival, però superiors a les que es registren en altres capitals extremenyes.

## Flora i fauna
La coberta vegetal actual està formada principalment per deveses d'alzines i sobrers, així com per herbassars, vegetació de ribera, regadius i flora urbana de parcs i jardins.
Els alzinars es troben en deveses, mentre que les suredes es troben a la part nord del municipi. Les suredes ocupen aproximadament 1200 ha i també formen deveses com els alzinars. A la devesa de Valcorchero hi ha zones mixtes d'alzines i sureres.
La vegetació de ribera està constituïda principalment per petites plantacions de pollancres. Els terrenys de regadiu es concentren fonamentalment en els marges del Jerte riu avall de la ciutat, encara que existeixen també algunes hortes familiars en les proximitats del nucli urbà.
En les deveses del municipi les pastures són aprofitats per al pasturatge, principalment de cabres, ovelles i vaques. En els mesos d'estiu es realitza la transhumància a zones més fresques de Castella i Lleó. Al costat dels mamífers domèstics hi ha mamífers salvatges com diverses espècies de talps i ratolins de camp, l'eriçó i el conill.
El grup amb major diversitat és el de les aus. A la zona es poden observar de vegades grans aus de presa com àguiles calçades o falcons pelegrins, que viuen al Parc Nacional de Monfragüe i en els contraforts de la Serra de Gredos i volen fins a Plasència a la recerca d'aliment. Les espècies d'au més comunes són pinsà, mallerenga blava, gafarró, griva, cotoliu, diverses espècies de cucut, raspinell comú, capsigrany, estornell negre, totestiu, cadernera, passerell comú, pardal i, a l'hivern, el tudó. També es troben en el municipi perdius i guatlles.
Entre els amfibis i rèptils presents a la zona, destaquen diverses espècies de gripaus, la serp verda, el fardatxo, diverses espècies de sargantanes i el dragó. Al riu Jerte i en les seves riberes hi ha diverses espècies de peixos com barb, bagra, calandino, tenca i llopet de riu.

## Història

### Edat Antiga i edat mitjana
Encara que l'actual ciutat de Plasència no es va fundar fins a 1186, hi ha proves que el territori ja va estar habitat a la prehistòria, ja que s'han trobat restes de ceràmica a la Cova de Boquique. A més, el diccionari de Pascual Madoz assenyala que va poder situar-se en l'actual Plasència un indret desaparegut que es deia Ambroz o Ambracia, encara que és possible que aquest emplaçament estigués a Aldeanova del Camí. En qualsevol cas, es coneix l'existència de construccions d'origen àrab anteriors a la fundació de la ciutat. Entre aquestes construccions, hi havia una torre del segle viii situada al costat del Pont de Trujillo que es deia Torre de l'Ambroz, al costat de la qual es va construir un petit caseriu àrab.
En un document expedit a Burgos el 1181 sota el regnat d'Alfons VIII de Castella es va establir –en contradicció amb el Tractat de Medina i amb la frontera de la Plata entre els regnes de Lleó i Castella– que bona part del territori del nord de l'actual província de Càceres i del nord-oest de la província de Toledo pertanyien a l'alfoz de consell d'Àvila. Aquesta situació va canviar el 1186, amb la segregació de la ciutat de Plasència, fundada aquest mateix any per Alfons VIII, el monarca va fixar la delimitació de territoris del nou consell el 1189. El lema de la ciutat recentment fundada ser «Ut Placeat Deo et hominibus», que en llatí significa 'per agradar a Déu i als homes'. El 1189, el papa Climent III va crear la Diòcesi de Plasència amb seu a la ciutat. Els inicis de la ciutat van ser durs, a causa de trobar-se en una zona fronterera ia la seva proximitat als territoris dominats pels musulmans. El 1196 va ser presa pels almohades, a conseqüència de la batalla d'Alarcos, però Alfons VIII i el regne de Castella la recuperarien aquest mateix any, el dia 15 d'agost. Després d'aquesta reconquesta es prendria la decisió de construir les muralles de la ciutat.
A final del segle xvii el rei va atorgar el Fur de Plasència, que atorgava molta importància a la convivència entre cristians, musulmans i jueus. Això va propiciar la formació d'una important comunitat jueva, que va ser la més gran d'Extremadura i tenir considerable poder econòmic.
La ciutat tenia llavors dret a vot a les Corts de Castella, sent prova d'això l'enviament de dos procuradors a les Corts realitzades a Madrid el 1391. El segle xv va ser un període clau de la història de la ciutat, durant el qual els comportaments feudalitzants de l'edat mitjana van donar lloc al final de l'estatut de realengo i al consegüent establiment d'una jurisdicció de. El 1442 el rei Joan II de Castella va donar la ciutat a la família dels Estúñigas o Zúñigas, concedint a Pedro de Zúñiga i Leiva el títol de comte de Plasència. En passar a senyoriu, Plasència va perdre el dret de vot a les Corts. El 1446, per desig del seu bisbe, el cardenal Juan Carvajal, es van crear a la ciutat uns estudis d'Humanitats, que van ser els primers estudis generals de rang universitari que existir en el que avui és Extremadura.
A la segona meitat del segle xv, Plasència va tenir certa participació en els conflictes bèl·lics relacionats amb l'accés al tron. El rei Enric IV va ser deposat a la ciutat el 27 abril 1465 com a sobirà de Castella. Més tard, el Comte de Plasència va prendre part activa en la Farsa d'Àvila arrabassant l'espasa, símbol de la justícia, a l'estàtua de fusta que representava al rei castellà i proclamant com a tal a l'infant Alfons. Posteriorment, la reina de Castella Joana la Beltraneja i Alfons V de Portugal es van casar el 29 maig 1475 a la Casa de les Argolles, on van ser proclamats reis de Castella i Portugal.
Al juny de 1488, el Duc va morir i el va succeir el seu net Álvaro de Zúñiga y Pérez de Guzmán. La noblesa placentina aprofitar l'ocasió per aixecar-se en armes contra els Zúñiga i recuperar d'aquesta manera el poder que posseïen anteriorment sobre la ciutat i sobre les rendes de les terres que depenien d'aquesta. Els revoltats van ser recolzats pels Reis Catòlics, que van revocar la donació feta per Joan II, argumentant que havia estat excessiva i contra la seva voluntat. La revolta va triomfar i l'estatut de realengo va ser reposat, sent ratificat el 20 octubre 1488 a les portes de la catedral, amb la presència de Ferran el Catòlic, que va jurar defensar sempre els furs i la llibertat de Plasència.

### Edat Moderna
Plasència va ser el lloc recomanat pels metges de la cort a Ferran el Catòlic com a lloc més saludable de tots els seus regnes i on havia de fixar la seva residència. El monarca es va traslladar a viure a Plasència el 1515. Va morir a Madrigalejo quan viatjava des de Plasència a Guadalupe per assistir al capítol de les ordres de Calatrava i Alcántara al Reial Monestir de Santa Maria de Guadalupe. Entre 1528 i 1531 va residir a Plasència el compositor Cristóbal de Morales, que va exercir allí el càrrec de mestre de capella.
Plasència va tenir certa importància també durant la conquesta americana. El 1539, una expedició finançada pel bisbe Gutierre de Vargas Carvajal va ser l'Estret de Magallanes. Un dels vaixells de l'expedició, dirigit per Alonso de Camargo, va aconseguir creuar l'estret.
El 1573, el bisbe placentí Pedro Ponce de León va donar al Monestir de l'Escorial part de la seva biblioteca. Entre les obres donades hi havia el Còdex Emilianense procedent del monestir de San Millán de la Cogolla. El 1665, un altre bisbe, Diego de Arce i Reinoso, tenia al moment de la seva mort, una biblioteca de 3.880 obres en 10.000 volums.
Quan el 1502 van sorgir les primeres 18 províncies de Castella, aquestes van ser establertes en funció de les ciutats que tenien vot a les Corts. Cap ciutat de l'actual Extremadura tenia tal vot, de manera que la major part de la regió pertanyia a la província de Salamanca. A causa d'això, el 1653 Plasència va decidir comprar el vot a les Corts que anteriorment havia tingut, compra que va realitzar conjuntament amb Alcántara, Badajoz, Càceres, Mèrida i Trujillo. Aquest va ser el moment de creació de l'antiga província d'Extremadura, que va quedar composta pel partit de Trujillo i el territori de Lleó de l'Ordre de Santiago, als quals se'ls van afegir les terres de Còria i Granadilla.

### Edat Contemporània
Durant la Guerra del Francès, Plasència va esdevenir un lloc estratègic per a les tropes franceses. Els dies 8 i 13 de juny de 1808 es van produir disturbis que van portar a l'assassinat de diversos afrancesats, alguns dels quals van morir per linxament. Poc després, els placentins varen constituir una junta local d'armament i defensa i van buscar suports en el marge dret del Tajo. Malgrat els esforços de la junta, el 28 de desembre de 1808 la ciutat va ser presa per les tropes franceses, després d'haver cremat Malpartida de Plasència dos dies abans. Els francesos van ocupar la ciutat dotze vegades durant el conflicte, i al seu pas per Plasència van extorsionar els seus habitants i van produir greus danys a la ciutat.
A la caiguda de l'Antic Règim la ciutat es va constituir com a municipi constitucional a la regió d'Extremadura. Quan el 1822 Extremadura va ser dividida en les actuals província de Càceres i província de Badajoz, Plasència disputava amb Càceres la capitalitat de la primera, argumentant que a la dreta del riu Tajo havia més població, a més de ser seu episcopal. Van pesar més altres criteris i Càceres va ser triada capital de la província. Des de 1834 és la capçalera del partit judicial de Plasència. Durant la Primera República Espanyola, es va constituir a la ciutat el Cantó de Plasència en el transcurs de la revolució cantonal, per reivindicar així la seva capitalitat sobre la província de Càceres, rebutjada anteriorment.
La restauració borbònica va ser una època important per Plasència, ja que a la ciutat van tenir lloc importants reformes que van afectar l'economia i societat del municipi. Per primera vegada la ciutat va tenir una xarxa d'aigua potable i enllumenat públic, i més la xarxa de clavegueram va ser millorada. L'economia de la ciutat, que fins aleshores s'havia basat gairebé exclusivament en l'agricultura i el comerç, es va industrialitzar a conseqüència de la creació de l'estació de ferrocarril de la ciutat, al voltant de la qual es va construir un barri industrial.
L'any 1917, el pintor valencià Joaquim Sorolla va immortalitzar la ciutat en un dels seus quadres, El mercat, en el qual va pintar la vista des d'una dels marges del riu Jerte, amb el Palau episcopal, la catedral, el Pont de Trujillo i dones abillades amb el vestit de Montehermoso. L'obra pertany a una sèrie de catorze grans llenços titulada Visió d'Espanya, realitzada per encàrrec del magnat nord-americà Archer Milton Huntington per decorar la biblioteca de l'Hispanic Society, a Nova York, institució que ell mateix havia fundat.
A la Guerra Civil espanyola, Plasència no va ser objecte de disputa entre els dos bàndols, ja que a la ciutat va triomfar immediatament la revolta militar de 1936. El 19 de juliol, el tinent coronel José Pont, cap del Batalló de Metralladores de Plasència, va prendre el control de la ciutat gairebé sense resistència. Els presos del bàndol republicà van ser usats posteriorment en treballs forçats per construir el Parc dels Pins.
La segona meitat del segle xx va ser un període d'extraordinari desenvolupament per Plasència. Demogràficament, mentre la província de Càceres va perdre la quarta part de la seva població entre 1950 i 2001, al mateix període Plasència duplicar la seva població de dret, passant de 17.507 habitants a 36.690. Durant aquests cinquanta anys van ser construïdes gran quantitat d'obres públiques, com l'hospital Verge del Port, l'embassament de Plasència, la ciutat esportiva municipal i l'antiga carretera a Navalmoral. A més, es van crear escoles universitàries d'Infermeria i Empresarials, que en finalitzar el segle es van unir en l'actual campus de Plasència.
El 2018 l'Ajuntament, governat pel Partit Popular, es gastà 15.000 euros dels fons EDUSI en una bandera per a la glorieta. La ciutat contava amb 15.000 parats i fou criticat pel PSOE i Podem locals.

## Demografia
Plasència té una població de 41.002 habitants segons les dades de l'Institut Nacional d'Estadística per a l'any 2012, sent el segon municipi més poblat de la província de Càceres i el quart d'Extremadura.
Segons el nomenclàtor, al terme municipal de Plasència ha tres nuclis de població reconeguts com a tals: Plasència, Pradochano i San Gil.

### Distribució per nacionalitat, sexe i edat
Al padró de 2012, 1.362 dels 41.002 habitants del municipi eren estrangers. Entre aquests, hi havia 254 romanesos, 212 marroquins, 113 bolivians i la resta, d'altres nacionalitats.

## Govern i administració

### Ajuntament
Plasència té autonomia local pròpia des de l'època de la seva fundació pel rei Alfons VIII de Castella. Es coneix l'existència d'un consell amb seu a la ciutat ja l'any 1187, i el 1188 Plasència va acudir a les Corts de Carrión com a consell constituït. El 8 març 1189 va tenir lloc la delimitació de l'alfoz placentí pel rei Alfons VIII. El Sexmo de Plasència, organisme que exercia les funcions del govern municipal en l'Antic Règim, comptava amb una assemblea coneguda com a Corral dels alcaldes, en la qual els divendres de cada setmana es ventilaven tots els plets de la comunitat de vila i terra. El Corral dels Alcaldes i el consell eren les dues assemblees de la ciutat.
L'actual Ajuntament de Plasència té casa consistorial al palau municipal situat al carrer del Rei. En l'Antic Règim, aquest edifici era la seu del consell i al costat del mateix es trobava la presó. L'edifici original es va construir entre 1517 i 1523 perquè l'antiga casa de consell era petita. El palau municipal es va modificar al segle xvii i es va reconstruir al segle xviii.
Després de les eleccions de 2011, governa al municipi amb majoria absoluta la coalició Partit Popular-Extremadura Unida. L'alcalde del municipi és Fernando Pizarro i les regidories es reparteixen d'aquesta manera:
- Regidoria d'Arts, Cultura, Educació i Patrimoni
- Regidoria de Serveis Socials, Empresa i Ocupació
- Regidoria de Relacions Institucionals* Regidoria d'Economia, Hisenda i Urbanisme
- Regidoria d'Esports i Innovació Tecnològica
- Regidoria de Festejos
- Regidoria d'Accessibilitat, Família i Igualtat
- Regidoria de Serveis Municipals, Sanitat i Medi Ambient
- Regidoria de Fons Europeus i Recursos Humans
- Regidoria de Districtes, Obres, Interior i Trànsit
- Regidoria de Promoció i Coordinació Cultural
- Regidoria de Joventut
- Regidoria de Turisme| Període      | Nom de l'alcalde/-essa                                | Partit polític | Data de possessió |
| ------------ | ----------------------------------------------------- | -------------- | ----------------- |
| 1979 - 1983  | José Luis Mariño Roco                                 | UCD            | 19/04/1979        |
| 1983 - 1987  | José Luis Mariño Roco                                 | CDS            | 28/05/1983        |
| 1987 - 1991  | José Luis Mariño Roco Cándido Cabrera González (1989) | CDS PSOE       | 30/06/1987        |
| 1991 - 1995  | Cándido Cabrera González                              | PSOE           | 15/06/1991        |
| 1995 - 1999  | José Luis Díaz Sánchez                                | PP             | 17/06/1995        |
| 1999 - 2003  | José Luis Díaz Sánchez                                | PP             | 03/07/1999        |
| 2003 - 2007  | Elia María Blanco Barbero                             | PSOE           | 14/06/2003        |
| 2007 - 2011  | Elia María Blanco Barbero                             | PSOE           | 16/06/2007        |
| 2011 - 2015  | Fernando Pizarro García                               | PP             | 11/06/2011        |
| 2015 - 2019  | n/d                                                   | n/d            | 13/06/2015        |
| 2019 - 2023  | n/d                                                   | n/d            | 15/06/2019        |
| Des del 2023 | n/d                                                   | n/d            | 17/06/2023        |

### Organització territorial
Plasència es divideix en vint barris, que formen la capital municipal, i cadascun té la seva pròpia associació de veïns: Colònia Verge de Guadalupe - L'Amistat, Riu Jerte, Cotillo de San Antón - Barri del Pilar, Turó San Miguel - La Unió, Urbanització La Esperanza, Serra Santa Bàrbara, Els Màrtirs, Vera-Elena, Los Alamitos, Miralvalle, Els Majuelos, Vall-Illa, Els Pins, La Data, Roser de Ayala, Cuatro Calzadas, Ribera de la Vall, Rubén Darío - Gabriel i Galán, Sant Joan, Ciutat Jardí Sant Antón, Valcorchero, Els Monjos i Intramurs de Plasència. Al carrer Fernando Calvo es troba la federació placentina d'associacions de veïns.

### Administració judicial
Plasència és la capital del seu propi partit judicial, de la qual formen part seixanta municipis del nord de la província de Càceres. El partit es va crear com a partit judicial contemporani a 1834, després de la caiguda de l'Antic Règim, amb 28 localitats, entre elles algunes ja despoblades com Asperilla i Corchuelas. Amb el temps, el partit judicial va créixer i s'hi van incloure municipis dels partits veïns que van desaparèixer, entrant en el mateix gairebé tots els municipis del partit judicial de Granadilla i els més occidentals del partit judicial de Jarandilla. A Plasència ha un Jutjat Penal i quatre jutjats de primera instància i instrucció.

## Economia
L'economia del municipi es basa principalment en el sector serveis, atès que a la ciutat hi ha més de mil establiments comercials. És important el turisme, ja que el seu conjunt històric està declarat bé d'interès cultural i la ciutat compta amb dues festivitats declarades d'interès turístic: el Dimarts Major i la Setmana Santa.
L'àrea comercial de Plasència s'estén a una població de prop de 130.000 compradors.
El comerç es desenvolupa de forma predominant, encara que no exclusiva, als carrers intramurs que porten a la Plaça Major, principalment als carrers del Rei i del Sol, sent aquesta última juntament amb el carrer Menacho a Badajoz, la zona comercial d'Extremadura que té els preus més alts per metre quadrat.
Durant la major part de segle xx, Plasència va ser seu de la seva pròpia caixa d'estalvis, la Caixa d'Estalvis de Plasència. Aquesta caixa va ser fundada el 1911 pel Centre Social Catòlic de la Ciutat de Plasència, impulsat per la Diòcesi de Plasència, i el 1990 es va fusionar amb la Caixa d'Estalvis de Càceres per donar lloc a la Caixa d'Extremadura.

## Infraestructures i equipaments

### Sanitat
Plasència és la seu d'una de les vuit àrees de salut en què el Servei Extremeny de Salut divideix Extremadura. Aquesta àrea comprèn catorze zones de salut, cadascuna amb el seu propi centre de salut, prestant atenció sanitària a una població de fet de més de 125.000 habitants. L'hospital de regència d'aquesta àrea de salut és l'hospital Verge del Port, situat al paratge de Valcorchero.

## Educació

### Universitats
La principal universitat de la ciutat és la Universitat d'Extremadura. Al campus de Plasència, dependent d'aquesta universitat, s'imparteixen quatre titulacions de grau: Infermeria, Administració i Direcció d'Empreses, Enginyeria Forestal i del Medi Natural, i Podologia. També hi ha un centre associat de la Universitat Nacional d'Educació a Distància, depenent d'aquest centre les extensions de Càceres, Coria, Navalmoral de la Mata i Trujillo.

### Col·legis i instituts
Plasència compta amb una gran quantitat de centres educatius, sent la seu del Centre de Professors i Recursos de la zona. A la ciutat hi ha vuit centres d'educació infantil i primària: Alfonso VIII, El Pilar, Escola Llar Placentina, Inés de Suárez, La Pau, Miralvalle, Sant Miquel Arcàngel i Santiago Ramón y Cajal.
D'altra banda, la ciutat compta amb sis instituts d'ensenyament secundari: Vall del Jerte, Mare de Déu del Port, Parc de Monfragüe, Pérez Comendador, Gabriel i Galán i Serra de Santa Bàrbara.
Al municipi hi ha més cinc centres concertats: La Salle-Guadalupe, Mare Matilde, Sant Calixt, Sant Josep i Santíssima Trinitat. Finalment, també es troben a la ciutat el centre públic d'educació especial Ponce de León i un centre d'educació permanent per a adults.

### Altres centres
Les administracions provincial i municipal gestionen centres d'educació a la ciutat. La Diputació Provincial de Càceres, mitjançant la seva institució cultural El Brocense, té a la ciutat el conservatori García Matos, l'escola de belles arts Rodrigo Alemany i l'escola de dansa del complex cultural Santa Maria. Per la seva banda, l'Ajuntament contribueix a l'educació amb una escola de cuina situada a la plaça de la Creu Daurada que admet fins a 30 alumnes per curs, així com amb escoles esportives.
En l'àmbit de l'ensenyament d'idiomes, Plasència compta amb un centre de l'Escola Oficial d'Idiomes a la plaça de Santa Ana, al qual s'imparteixen classes d'alemany, francès, anglès, italià i portuguès, podent-se estudiar l'anglès a distància. D'altra banda, pel que fa als estudis religiosos, la Diòcesi de Plasència té a la ciutat seminaris major i menor, comptant amb seminari des del segle xvii. Finalment, a Plasència hi ha també una universitat popular.

## Comunicacions i transports

### Transport per carretera
Donada la situació geogràfica de la ciutat, a mig camí entre les dues capitals ibèriques, com són Madrid i Lisboa, i pràcticament en la meitat de la més important via de comunicació que vertebra l'oest espanyol com és la via de la Plata, Plasència s'ha convertit en un important nus de comunicacions, i diverses són les autovies i carreteres que uneixen Plasència amb la resta d'Espanya; tenint algunes el seu origen en la mateixa ciutat, i sent també algunes de les que més trànsit suporten de la comunitat, com són l'autovia a-66 al seu pas per Plasència, l'EX-A1 i la carretera entre Plasència i Malpartida de Plasència.

### Ferrocarril
Plasència té una estació de trens situada a l'avinguda de l'Ambroz, que compta diàriament amb connexions directes amb ciutats com Madrid, Talavera de la Reina, Càceres, Mèrida, Badajoz o Huelva, operades per Renfe Operadora amb trens Intercity i Regional Exprés. Fins a 1985 va estar en servei la línia que la unia amb Salamanca.
Està en fase d'execució la línia d'alta velocitat que unirà Madrid amb Lisboa i que comptarà amb una estació a la ciutat, probablement en el paratge conegut com a Fuentidueñas.

### Autobús interurbà
L'estació d'autobusos està situada al carrer Tornavacas, unint regularment Plasència amb altres ciutats d'Espanya, així com amb localitats properes.
Dins de la província de Càceres, l'empresa Mirat té diverses línies que uneixen Plasència amb les diferents comarques de la meitat septentrional de la província i fins i tot amb Madrid, passant per Alcorcón i Móstoles. Per la seva banda, l'empresa CEVESA uneix Plasència amb Càceres, Àvila i Madrid passant per la Vall del Jerte. Una altra empresa els autobusos passen per la població és ALSA, que presta serveis de llarga distància amb les principals ciutats d'Andalusia, Castella i Lleó, Galícia, Astúries, Cantàbria o País Basc.

### Autobús urbà
A la ciutat hi ha tres línies d'autobús urbà. Les tres línies tenen punts en comú. Les línies 1 i 2 tenen un recorregut comú amb sis parades entre l'ambulatori i la porta de Trujillo. Les línies 1 i 3 tenen sis parades comunes entre l'avinguda d'Espanya i la porta de Talavera i quatre entre Alamitos i Els Pins. Finalment, les línies 2 i 3 tenen cinc parades comunes en la part més septentrional de la ciutat i vuit entre l'estació de ferrocarril i els voltants del nucli antic. Les úniques quatre parades on s'uneixen les tres línies estan en les avingudes d'Espanya i Calvo Sotelo.
San Gil i Pradochano estan connectats amb la capital municipal per línies d'autobús interurbà de l'empresa Mirat, passant per cadascuna de les pedanies una línia d'anada i tornada cada dia de dilluns a divendres.

## Mitjans de comunicació

### Premsa escrita
Hoy, El Periódico Extremadura i el Diario de Plasencia compten amb corresponsals a la ciutat i en les seves edicions digitals tenen cadascun una pàgina sobre Plasència. A més, hi ha diaris locals a Internet com Plasencia Digital i la web de Via Plata TV.

### Ràdio
Des de la ciutat emeten les següents emissores de ràdio:
- Onda Cero: 87.6 FM
- RNE 1: 88.6 FM
- Cadena SER: 91.4 FM
- RNE 3: 93.3 FM
- Radio Vida: 94.1 FM
- Kiss FM: 96.8 FM
- Canal Norte: 97.4 FM
- Radio Plasencia Centro: 98.0 FM
- Radio Clásica: 99.0 FM
- ABC Punto Radio Jaraíz de la Vera: 101.2 FM
- Canal Extremadura Radio: 102.0 FM
- RNE 5: 104.4 FM
- Radio María: 105.0 FM

### Televisió
Plasència compta amb els seus propis repetidors de televisió i a la ciutat s'han adjudicat freqüències de TDT local a Teleplasencia, Producción Canal 30 Cáceres i Radio Vegas Altas.

## Patrimoni
Plasència compta amb un destacat conjunt monumental. El conjunt històric de la ciutat està declarat bé d'interès cultural des de 1958, i en diferents moments han estat inclosos a títol individual en la llista de béns d'interès cultural set monuments placentins: la Catedral de Santa Maria, l'Església i Convent de Sant Domingo, l'Església de Sant Nicolau, l'Església del Salvador, el Santuari de la Mare de Déu del Port, el Palau de Mirabel i la Plaça de bous.
La ciutat de Plasència va presentar l'octubre de 2008 una candidatura conjunta amb Trujillo, el Parc Nacional de Monfragüe i la devesa extremenya per aconseguir la declaració de Patrimoni de la Humanitat que atorga la UNESCO. La candidatura va ser inclosa a l'octubre d'aquest mateix any pel Consell Nacional de Patrimoni Històric en la llista indicativa de llocs que opten a aquest nomenament. No obstant això, al juliol de 2009 el Consell de Patrimoni Històric va decidir que la candidata espanyola a aquesta consideració seria la Serra de Tramuntana.

## Curiositats
- Una de les primeres referències escrites que es tenen d'una cursa de bous es troba en les Cantigues de Santa Maria d'Alfons X el Savi, en l'anomenat «Bou de Plasència», cantiga en la qual es narra el que va passar en una correguda celebrada a la plaça de la ciutat, on gràcies a la intervenció miraculosa de la Mare de Déu, un home salva la vida de morir a mans d'un dels braus que s'estaven lidiant en aquell moment.

- Té dues catedrals.
- Joana la Beltraneja es va casar a Plasència.
- En aquest lloc va ser on va nàixer el grup de rock Extremoduro.

## Fills il·lustres
Des de la fundació de la ciutat, hi ha hagut una sèrie de personatges nascuts a Plasència i altres vinculats amb la ciutat que han destacat en les seves activitats professionals. A continuació s'enumera una llista de placentins il·lustres, encara que s'esmenten a manera d'exemple, ja que hi ha altres placentins que també podrien ser citats aquí pels seus mèrits.
- Roberto Iniesta Ojea, «Robe» (nascut el 16 de maig de 1962) és un compositor, escriptor, cantant i guitarrista espanyol, conegut per ser el fundador i imatge del grup de rock Extremoduro.

- Raquel Sánchez-Silva (nascuda el 13 de gener de 1973) és una presentadora i periodista espanyola.

- Bernardino López de Carvajal y Sande (1456 - 1523), cardenal, doctor en Teologia i rector de la Universitat de Salamanca.
- Juan de la Concha Castañeda (1818 - 1903), polític que va ser diputat a les Corts el 1863, ministre d'Hisenda en un govern presidit per Cánovas el 1892 i fiscal del Tribunal Suprem i del Consell d'Estat.
- Manuel García Matos (1912 - 1974) fou un musicòleg i folklorista espanyol.
- José Antonio García Blázquez (nascut el 1940) és un escriptor i traductor, la novel·la No vaig trobar roses per a la meva mare va ser portada al cinema el 1972, va rebre el Premi Nadal el 1973 per la seva obra El ritu.
- Mariano Ceferino del Pou, anomenat com Boquique, va ser un capità de l'exèrcit realista que donava suport als carlins, després de ser derrotat en la Primera Guerra Carlina es va convertir en bandoler i va ser detingut a l'actualment coneguda com a Cova de Boquique, situada a la devesa de Valcorchero.
- Francisco Delgado Melo (nascut el 1943), va ser un futbolista que jugava com a defensa, va pertànyer a l'Atlètic de Madrid durant els anys 1970 i va ser internacional amb la selecció espanyola en dues ocasions.
- Iván Corrales (nascut el 1974), jugador de bàsquet al lloc de base, va debutar amb 19 anys en la lliga ACB. Ha passat per nombrosos equips i ha assolit la medalla de plata amb la selecció espanyola a l'Eurobasket 1999
- Juan Mora (nascut el 1963), torero que va debutar com novillero amb cavalls a 1977, va prendre l'alternativa a Sevilla el 1983 i la confirmació a Madrid el 1984. Va tenir gran activitat als anys 1990.
- Alonso Ordoñez (segle xvi) cantor, compositor i mestre de capella.